# Peter Paul (Künstler, 1943)
Peter Paul (* 1943 in Strelitz; † 2013 in Hamburg) war ein deutscher Maler und Grafiker.

## Leben und Werk
Peter Paul wurde als Sohn des Eigentümers eines Hamburger Malerbetriebs geboren. Er legte 1965 in Hamburg sein Abitur ab und studierte anschließend bis 1966 bei Johannes Geccelli an der Hochschule für Bildende Künste Berlin. Es folgte von 1966 bis 1969 ein Studium bei Paul Wunderlich, Allen Jones und David Hockney an der Hochschule für Bildende Künste Hamburg, wo er von 1969 bis 1974 einen Lehrauftrag für freie Grafik und grafische Techniken innehatte. 1974/1975 ging er nach Irland und arbeitete fortan als freischaffender Künstler. 1976 war er Gast der Villa Massimo in Rom. Studienaufenthalte führten ihn 1980 in die USA und 1984 nach Italien.
Einen Namen machte sich Paul als freischaffender Künstler insbesondere durch seine Farblithographien, die seit 1971 in zahlreichen Einzel- und Gruppenausstellungen im In- und Ausland zu sehen waren. Schon früh entdeckte er in der Architektur sein bevorzugtes Sujet, das er bis zuletzt in seinem kreativen Schaffen beibehielt. Hartmann nannte ihn einen „zeitgenössischen Vedutisten.“ Seine Arbeiten zeigen einen Hauch von kühler Schönheit. Das Hamburger Abendblatt sprach von „technischem Raffinement und ästhetischer Wirkung“ seiner Werke. Die schlechteste Reproduktion einer Vedute, das konventionellste Foto eines Gebäudes regte seine Arbeiten weit stärker an als die architektonische  Wirklichkeit. Peter Paul galt auch als Chronist auf den Spuren der Vergänglichkeit und des Verfalls. In seinen Werken zeigte er ein Faible für die Ästhetik des Morbiden, ohne dem Abbruch, dem Verfall beizuwohnen. In seinen Bildkompositionen löste er einzelne Bildteile auf oder zerstörte sie sogar, um sie anschließend neu zusammenzufügen. Peter Paul entwickelte in den 1970er Jahren neben den Kaltnadelradierungen, Farblithographien und Zeichnungen eine reliefartige Gestaltung übers Malleinen.

## Ausstellungen (Auswahl)

### Einzelausstellungen
- 1972: Goethe-Institut, Paris[7]
- 1973: Ginza Petit Forum, Tokio[7]
- 1973: Kunsthalle Hamburg[7]
- 1975: Peter Paul Ausstellung. Graphisches Kabinett Karl Vonderbank, Frankfurt am Main[7]
- 1976: Staempfli Gallery, New York[7]

### Gruppenausstellungen
- 1970: 2. Internationale Biennale für Druckgrafik, Musée d’art moderne de la Ville de Paris[7]
- 1971: New talent in printmaking ’71, Associated American Artists, New York[7]
- 1972: 3. Internationale Biennale für Druckgrafik, Musée d’art moderne de la Ville de Paris[7]
- 1973: International Print Society, New Hope (Pennsylvania), USA[7]
- 1974: 4. Internationale Biennale für Druckgrafik, Musée d’art moderne de la Ville de Paris[7]
- 1974: Neue Hamburger Realisten, Internationaal Cultureel Centrum, Antwerpen[7]
- 1974: Maitres-graveurs contemporains 1974, Galerie Berggruen, Paris[8]
- 1976: Hamburger Grafik, Eremitage, Leningrad (Sowjetunion) (jetzt Sankt Petersburg)[7]
- 1977: International Collection '77, Associated American Artists, New York[7]
- 1978: Europäische zeitgenössische Malerei, Toho Art, Tokio[7]
- 1997: Kunststreifzüge III. 2. Ausstellung: 6 Künstler, Kunsthaus Hamburg, mit Florian Köhler, Achim Hoops, René Havekost, Roland Helmus und Dieter Glasmacher[9]